# Meredith Monroe
Meredith Leigh Monroe, född 30 december 1968 i Houston, Texas, USA, är en amerikansk skådespelerska, känd i rollen som Andrea "Andie" McPhee i TV-serien Dawson's Creek. År 2018 gick hon med i rollbesättningen av Tretton skäl varför i säsong två som Carolyn, mamma till Alex Standall.

## Filmografi
- Norville and Trudy (1997)
- Strong Island Boys (1997)
- Fallen Arches (1998)
- The Year That Trembled (2002)
- New Best Friend (2002)
- Minority Report (2002)
- Full Ride (2002)
- Manhood (2003)
- Vampires: The Turning (2005)
- Not my Life (2006)
- bgFATLdy (2008)
- Wake (2008)
- Nowhere to Hide (2009)

### TV
- Dangerous Minds (1 avsnitt, 1997)
- Jenny (1 avsnitt, 1997)
- Hang Time (1 avsnitt, 1997)
- Promised Land (1 avsnitt, 1997)
- Sunset Beach (4 avsnitt, 1998)
- Night Man (1 avsnitt, 1998)
- The Magnificent Seven (1 avsnitt, 1998)
- Players (1 avsnitt, 1998)
- Cracker (1 avsnitt, 1999)
- The Division (1 avsnitt, 2002)
- Dawson's Creek (68 avsnitt, 1998-2003)
- Mister Sterling (1 avsnitt, 2003)
- Joan of Arcadia (1 avsnitt, 2004)
- CSI: Miami (1 avsnitt, 2004)
- Kevin Hill (1 avsnitt, 2004)
- House (1 avsnitt, 2005)
- Strong Medicine (1 avsnitt, 2005)
- Cold Case (1 avsnitt, 2005)
- Criminal Minds (10 avsnitt, 2005-2007)
- Living With Fran (1 avsnitt, 2006)
- CSI: Crime Scene Investigation (1 avsnitt, 2006, "Sister Bridget")
- Masters of Horror (1 avsnitt, 2006)
- Bones (1 avsnitt, 2007)
- Jordan, rättsläkare (1 avsnitt, 2007)
- The Wedding Bells (1 avsnitt, 2007)
- Shark (1 avsnitt, 2007)
- Moonlight (1 avsnitt, 2008)
- Californication (1 avsnitt, 2008)
- Private Practice (1 avsnitt, 2008)
- Tretton skäl varför (TV-serie) (4 avsnitt, 2018)